# Those Furious Flames
I Those Furious Flames (o TFF) sono una rock band svizzera nata nella fine del 2003 nel Luganese.
Nel 2004 pubblicano sotto Nextpunk Records l'album di debutto She's Great, nel 2007 vincono il festival "Palco ai Giovani" di Lugano.
Nel maggio 2008 pubblicano su 808 Records Hot Hot Baby Rock il loro secondo CD.
Nel 2009 hanno un'intensa attività live suonando in Olanda, Svizzera, Italia, Germania, e al festival Spirit of Burgas in Bulgaria.
All'inizio del 2010 pubblicano il terzo album in studio sotto Bagana Records Trip to Deafness.
In aprile 2011 partono per un tour californiano che li occuperà per otto date, suonando in locali di rilievo quali Whisky a Go Go, the Viper Room, The Cat Club ecc.
Il 22 giugno 2011 aprono il concerto alla band statunitense Papa Roach in Sanpietroburgo, con un riscontro positivo del pubblico.
Nel dicembre 2012 entrano all'Alpha&Omega studio di Como con il produttore Ian Peres (bassista/tastierista Wolfmother) e registrano il loro quarto album "Oniricon".

## Formazione
- Yari Copt (Vocals)
- Yann Nick (Guitar)
- G.B. (Bass)
- Big Boss (Drums)

## Discografia

### Album in studio
- 2004 - She's Great
- 2008 - Hot Hot Baby Rock
- 2010 - Trip to Deafness
- 2014 - Oniricon
- 2020 - HeartH

## Videografia
- "Rollin' Dynamite" from the album Hot Hot Baby Rock (2008) - directed by Yari Copt
- "Hell Yeah" from the album Trip to Deafness (2010) - directed by Niccolò Castelli (Paranoiko Pictures)
- "On Top Of Me" from the album Trip to Deafness (2010) - directed by Niccolò Castelli (Paranoiko Pictures) - edited by Yari Copt